# Софьино (Воскресенский район)
Софьино — село в  Воскресенском районе Саратовской области. Входит в состав сельского поселения Елшанского муниципального образования.

## География
Находится на расстоянии примерно 38 километров по прямой на запад от районного центра села  Воскресенское. 

## Население
Население составляло 35 человек в 2002 году (40% русские, 54% лезгины),  125 в 2010.